# Krzewa
Krzewa is een plaats in het Poolse district  Starachowicki, woiwodschap Święty Krzyż. De plaats maakt deel uit van de gemeente Mirzec en telt 90 inwoners.